# Pistolet P-64
Pistolet P-64 – polski pistolet samopowtarzalny na nabój 9 mm Makarowa, skonstruowany po II wojnie światowej. Pierwszy powojenny pistolet polskiej konstrukcji produkowany seryjnie. Przepisowa broń służbowa służb mundurowych w tym wojska od lat 60. XX wieku. P-64 był do niedawna najmniejszym pistoletem zasilanym nabojem 9 mm Makarowa.

## Historia
Roboczą nazwą pistoletu był skrótowiec CZAK, który jest używany do dzisiaj jako potoczna nazwa pistoletu. Pistolet opracowany był przez zespół konstruktorów Zakładu Broni Strzeleckiej Centralnego Badawczego Poligonu Artyleryjskiego (późniejszy WITU). Jego twórcami według kolejności w dokumencie patentowym nr 54822 są następujący oficerowie Ludowego Wojska Polskiego: Mieczysław Adamczyk, Witold Czepukajtis, Romuald Zimny, Henryk Adamczyk, Stanisław Kaczmarski, Jerzy Pyzel. Przedmiotem zastrzeżeń patentowych jest wyłącznik w kształcie wydłużonej płytki, przesuwającej się w szkielecie. Umożliwia on zabezpieczenie pistoletu przed przedwczesnym i przypadkowym strzałem. Skrót pochodzi od pierwszych liter nazwisk konstruktorów broni, poza literą „P” – Jerzy Pyzel, który przystąpił do zespołu konstrukcyjnego po ustaleniu już nazwy. Natomiast litera „A” dotyczy obydwu konstruktorów z tym samym nazwiskiem.
Prace nad pistoletem rozpoczęły się w 1958 roku, po ogłoszeniu konkursu na projekt pistoletu wojskowego, na nowo przyjęty jako standardowy w Układzie Warszawskim nabój 9 mm Makarowa. W związku z konkursem powstało kilka prototypów:
- WiR wz. 1957 – Piotra Wilniewczyca i Stanisława Rojka
- pistolet wz. 58
- CZAK model M (wersja milicyjna – pierwotnie opracowana na nabój 9 mm krótki Browning)[2],
- CZAK model W (wersja wojskowa)

Model wojskowy różnił się od milicyjnego masą mniejszą o 20 g, lufą dłuższą o 8 mm, szerokością mniejszą o 4 mm i wysokością o 2 mm, większą długością całkowitą o 5 mm, oraz większą pojemnością magazynka o jeden nabój. Różniły się też mniejszą siłą nacisku na spust przy samonapinaniu o 30 N.
Badania techniczne i eksploatacyjne prototypów przeprowadzone w 1961 roku wykazały, że wymagania najlepiej spełnia pistolet „CZAK” w wersji milicyjnej. Prototyp ten skierowano do dalszego udoskonalenia i przystosowania do produkcji seryjnej.
W połowie lat sześćdziesiątych rozpoczęto produkcję seryjną tych pistoletów i zaczęto wprowadzanie ich na uzbrojenie wojska i Służby Bezpieczeństwa pod oficjalną nazwą: 9 mm pistolet wz. 1964 i skrótem P-64, gdzie zaczął wypierać radziecki pistolet TT.
Wkrótce po wprowadzeniu pistoletu P-64 do uzbrojenia okazało się, że dobrze spełnia rolę broni przeznaczonej do ukrytego przenoszenia i samoobrony, ale jego wartość jako broni wojskowej jest niska. Dlatego w WITU rozpoczęto prace nad pistoletem lepiej spełniającym wymagania Wojska Polskiego. Efektem tych prac były prototypowe pistolety P-70 i P-75. Ostatecznie następcą P-64 w armii został wprowadzony do uzbrojenia na początku lat 80. P-83. Mimo zakupu dużej liczby nowszych pistoletów P-83, a następnie Walther P99, policja w Polsce nadal używa tej broni, a termin całkowitego jej wycofania z jednostek policji jest nieznany.
Wycofane ze służby pistolety P-64 są eksportowane na rynek cywilny w USA, a w 2008 roku 1000 pistoletów zostało podarowanych armii Libanu.

## Konstrukcja

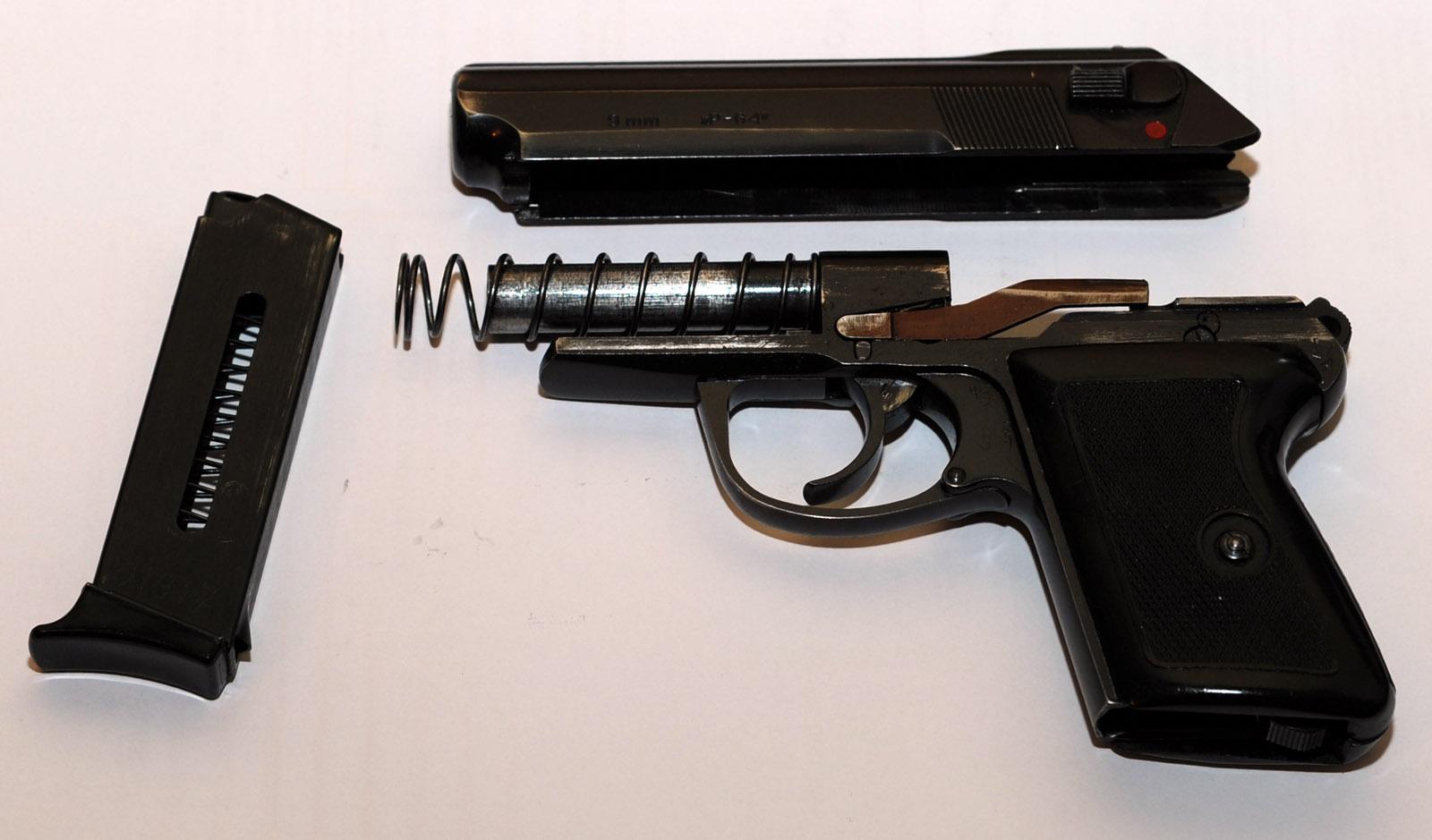
P-64 rozłożony

P-64 działa na zasadzie wykorzystania energii odrzutu zamka swobodnego, którego ruch po strzale hamowany jest tylko siłą bezwładności i siłą sprężyny powrotnej. W pistolecie zastosowano mechanizm spustowy z samonapinaniem typu Double Action. P-64 wyposażony w wyłącznik umożliwiający strzelanie wyłącznie ogniem pojedynczym, mechanizm uderzeniowy typu kurkowego z kurkiem odkrytym, oraz bezpiecznik skrzydełkowy, spełniający funkcję zwalniacza kurkowego. Zabezpiecza on broń zarówno przy zwolnionym, jak i przy napiętym kurku oraz umożliwia wprowadzenie naboju do komory nabojowej w położeniu odbezpieczonym i zabezpieczonym. Sprężyna uderzeniowa walcowo-śrubowa działa na kurek poprzez żerdź umieszczoną w tylnej, dolnej części chwytu. W zamku znajduje się wskaźnik obecności naboju w komorze nabojowej. Po wystrzeleniu ostatniego naboju zamek zostaje w tylnym położeniu. P-64 nie posiada dźwigni zwalniania zamka; aby zwolnić zamek należy (przynajmniej częściowo) wyciągnąć magazynek i odciągnąć zamek do tyłu. Do zasilania stosuje się magazynek wymienny pudełkowy, jednorzędowy o pojemności 6 nabojów. Pistolet posiada stałe przyrządy celownicze, celownik szczerbinkowy ustawiony na 50 m. Lufa ma 4 bruzdy prawoskrętne. Pistolet ma prostą budowę i niewielką masę.
Wadami pistoletu jest niewłaściwie wyprofilowany, wąski i krótki chwyt, utrudniający trzymanie zwłaszcza strzelcom o większych dłoniach, zbyt mała pojemność magazynka i za duża siła nacisku na spust przy samonapinaniu. Wadą broni był także silny i nieprzyjemny odrzut, wynikający między innymi z małej masy i niewygodnego chwytu. Pistolet był ponadto produkowany kosztowną metodą obróbki skrawaniem.

## Użytkownicy
- Liban[8]
- Polska
- Wietnam